# Arnhem-Veenendaal Classic 2016
La Arnhem-Veenendaal Classic 2016, trentunesima edizione della corsa, valida come evento dell'UCI Europe Tour 2016 categoria 1.1, si svolse il 19 agosto 2016 su un percorso di 198,5 km. Fu vinta dall'olandese Dylan Groenewegen, che bissò il successo dell'anno precedente in 4h 37' 56" alla media di 42,74 km/h, seguito, al secondo posto, dal britannico Chris Opie, e al terzo dal belga Kenny Dehaes.
Al traguardo di Veenendaal furono 131 i ciclisti che completarono la gara.

## Squadre partecipanti
| N.      | Cod. | Squadra                     |
| ------- | ---- | --------------------------- |
| 1-6     | TLJ  | Team Lotto NL-Jumbo         |
| 11-16   | OBE  | Orica-BikeExchange          |
| 21-26   | CCC  | CCC Sprandi Polkowice       |
| 31-36   | FVC  | Fortuneo-Vital Concept      |
| 42-47   | ONE  | ONE Pro Cycling             |
| 51-56   | ROP  | Roompot Oranje Peloton      |
| 61-66   | ROT  | Team Roth                   |
| 71-76   | TSV  | Topsport Vlaanderen-Baloise |
| 81-86   | WGG  | Wanty-Groupe Gobert         |
| 91-96   | STH  | Wilier Triestina-Southeast  |
| 101-107 | SKT  | An Post-ChainReaction       |
| 111-116 | AIW  | Avanti Isowhey Sport        |
| 121-127 | BBD  | Baby-Dump Cycling Team      |

| N.      | Cod. | Squadra                           |
| ------- | ---- | --------------------------------- |
| 132-139 | CJP  | Cyclingteam Jo Piels              |
| 141-146 | RIJ  | Cyclingteam Join's-De Rijke       |
| 151-156 | MET  | Metec-TKH                         |
| 161-166 | PVC  | Parkhotel Valkenburg Cycling Team |
| 171-176 | RDT  | Rabobank Development Team         |
| 182-186 | SEG  | SEG Racing Academy                |
| 191-196 | COH  | Team Coop-ØsterHus                |
| 201-206 | TJO  | Joker-Byggtorget                  |
| 213-219 | WGN  | Team Wiggins                      |
| 221-228 | MMM  | Team 3M                           |
| 231-239 | WIL  | Veranda's Willems Cycling Team    |
| 241-248 | WBC  | Wallonie Bruxelles-Group Protect  |

## Ordine d'arrivo (Top 10)
| Pos. | Corridore         | Squadra         | Tempo    |
| ---- | ----------------- | --------------- | -------- |
| 1    | Dylan Groenewegen | Lotto-Jumbo     | 4h37'56" |
| 2    | Chris Opie        | ONE             | s.t.     |
| 3    | Kenny Dehaes      | Wanty-Gobert    | s.t.     |
| 4    | Mitchell Docker   | Orica-BikeE.    | s.t.     |
| 5    | Jaŭhen Hutarovič  | Fortuneo        | s.t.     |
| 6    | Stan Godrie       | Rabobank Dev.   | s.t.     |
| 7    | Johim Ariesen     | Metec-TKH       | s.t.     |
| 8    | Barry Markus      | Roompot         | s.t.     |
| 9    | Coen Vermeltfoort | Join's-De Rijke | s.t.     |
| 10   | Jimmy Duquennoy   | Wallonie        | s.t.     |